# Hava Inbar
Hava Inbar (em hebraico: חוה ענבר) (? - janeiro de 2024) foi uma sobrevivente do Holocausto que se tornou tenente-coronel das Forças de Defesa de Israel (FDI) e serviu como a primeira juíza militar do mundo.

## Biografia
Inbar nasceu de Hindka Nisht em Krynki, Polônia, na família Nisht (Niv). Durante o Holocausto, ela foi encarcerada no campo de concentração de Auschwitz. Aos 16 anos, ela se interessou por uma carreira no corpo diplomático, mas decidiu seguir carreira em direito. Ela acabou imigrando para Israel, onde estudou direito na Universidade Hebraica de Jerusalém, antes de servir como advogada de defesa do Comando Norte das Forças de Defesa de Israel (FDI) por dez anos em vários casos.
Inbar tornou-se a primeira juíza militar do mundo quando recebeu o cargo de juíza no Tribunal Militar de Haifa em setembro de 1969, enquanto ainda era sargento-mor. Ela foi rapidamente recebida com elogios por seu senso de humor, defesa franca em nome das FDI e capacidade de fazer com que soldados religiosos e drusos comparecessem ao tribunal, apesar das reservas culturais temidas sobre sua nomeação. Durante seu tempo como juíza, Inbar finalmente alcançou o posto de tenente-coronel.
Ela morava em Ramat Hasharon, onde morreu em janeiro de 2024.